# VASP
A VASP (acrônimo de Viação Aérea São Paulo) foi uma companhia aérea comercial brasileira com sede na cidade de São Paulo, onde chegou a ser uma das maiores e mais importantes do país. A companhia deixou de operar em 2005 e teve sua falência decretada pela Justiça de SP em 2008.

## História

### Primórdios

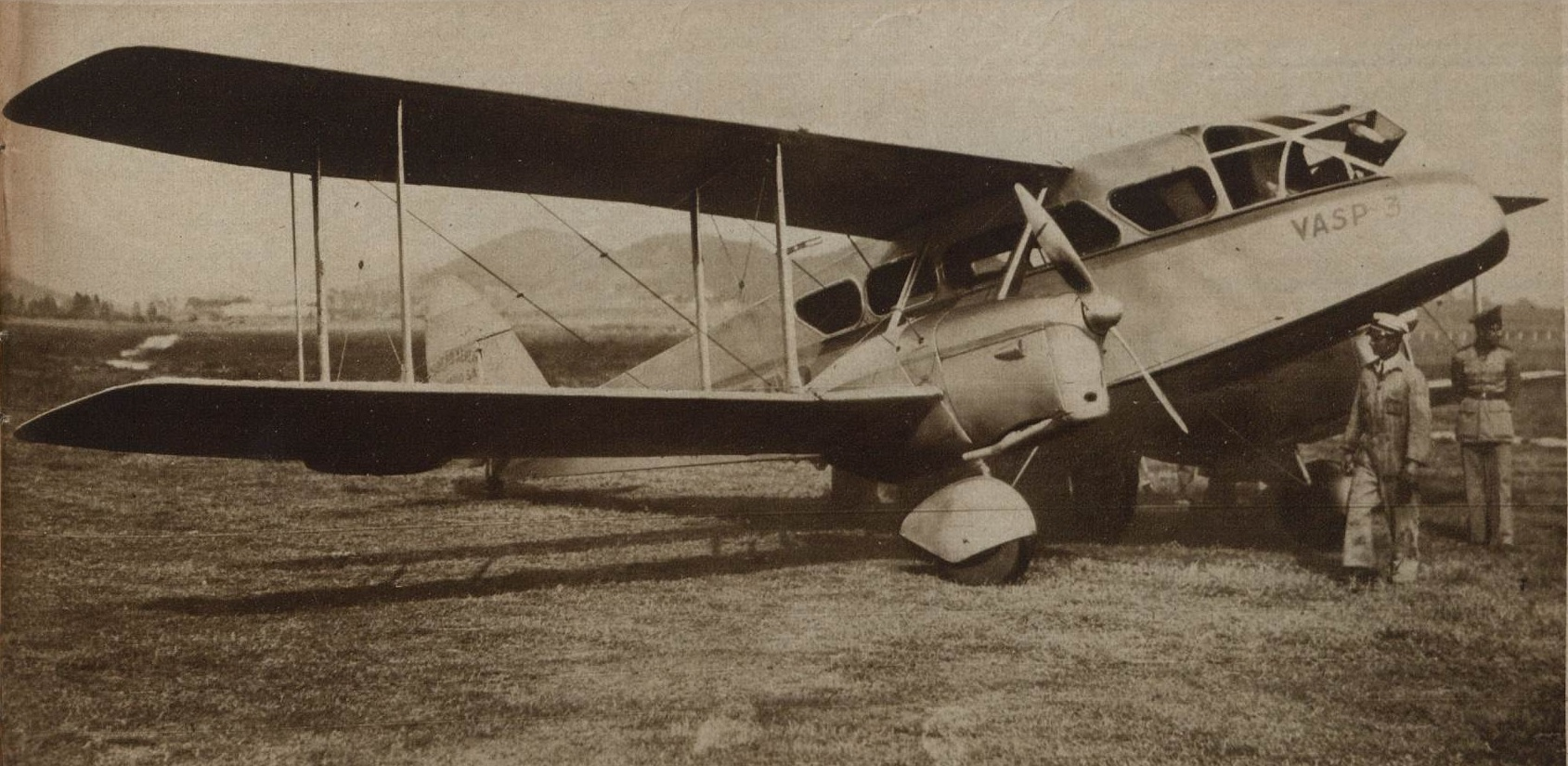
De Havilland DH.84 Dragon. Adquirido pela VASP em 1934 e batizado VASP 3, era a aeronave mais moderna do país naquele momento.

Em março de 1933 a imprensa noticiou que em São Paulo estava sendo organizada uma nova companhia aérea privada, com investimento de 400 contos de réis na aquisição de duas aeronaves Monospar ST-4. A nova empresa (chamada inicialmente “Aero Expresso São Paulo) tinha o objetivo da exploração comercial de rotas entre São Paulo, Minas Gerais, Mato Grosso e Paraná.  Naquele momento existiam apenas três companhias aéreas operando regularmente no Brasil: Syndicato Condor (de capital alemão), Panair do Brasil (de capital estadunidense) e Aéropostale (de capital francês). Exceto a Aeropostale, que se dedicava ao transporte de carga postal, Condor e Panair transportavam passageiros e carga postal. As duas empresas exploravam rotas partindo do Rio de Janeiro através de hidroaviões. Em São Paulo a Condor e a Panair operavam apenas em Santos com hidroaviões. Dessa forma, São Paulo se encontrava praticamente desconectada da nascente malha aérea nacional.
A organização da nova empresa seguiu por quase todo o ano de 1933, com a criação da empresa em 4 de novembro. Constituída de um capital de 400 contos de réis, possuía 2000 ações divididas entre setenta e um sócios (parte da elite paulista de então e personalidades públicas como José Vicente de Azevedo, Gofredo Teles, Gastão Vidigal e Francisco Morato). Os maiores sócios foram o sobrinho de Santos Dumont Henrique Uchoa Santos Dumont (300 ações), Tácito de Toledo Piza (250 ações) e Heribaldo Siciliano (240 ações). Em 12 de novembro de 1933 foi apresentada ao público no Campo de Marte a Viação Aérea São Paulo (VASP). O primeiro piloto contratado pela empresa foi o italiano Bartolomeo Cattaneo.  
A primeira diretoria da VASP foi constituída por Heribaldo Siciliano (presidente), Antônio Carlos Couto de Barros (vice-presidente), José Mariano Camargo Aranha (diretor geral), Fernando Guedes Galvão (tesoureiro), Paulo Vicente de Azevedo (superintendente), Fritz Roesler (diretor técnico), Roberto Warda (gerente). As aeronaves Monospar foram registradas PP-SPA e PP-SPB, sendo batizadas VASP 1 e VASP 2. Em dezembro de 1936 as aeronaves foram rebatizadas "Bartolomeu de Gusmão" e "Edu Chaves".
Inicialmente foram estabelecidas as rotas:
- São Paulo-Ribeirão Preto-Uberaba[9]
- São Paulo-São Carlos-São José do Rio Preto[10]

Durante os voos de teste em Uberaba em fevereiro de 1934, visando demonstrar a segurança das operações aéreas, o comandante Cattaneo transportou cidadãos ilustres da cidade incluindo a sogra do empresário local Fernado Sabino de Freitas, Dona Maria Cândida, de 80 anos.
Embora a VASP estivesse pronta para operar desde o início, o governo federal autorizou a operação da empresa apenas em 31 de março de 1934. O atraso na liberação de suas operações ocasionou um prejuízo de quase 60 contos de réis (equivalente 15% do capital da empresa). As rotas entre São Paulo-Uberaba e São Paulo-São José do Rio Preto foram inauguradas oficialmente em 15 de abril de 1934. Apesar do progresso trazido pelas ligações aéreas entre São Paulo, o interior paulista e o triângulo mineiro, a VASP operava com déficit por conta do atraso da liberação de suas operações, baixo número de passageiros proporcionados pelas rotas e as limitações dos Monospar (capazes de transportar três passageiros apenas). Dessa forma, a empresa adquiriu um de Haviland DH-84, PP-SPC, batizado VASP 3 e capaz de transportar oito passageiros.
Desde seu início a VASP procurou as autoridades federais e paulistas (em 1934 ofereceu um voo ao ministro da Fazenda Artur de Sousa Costa) para convence-las da necessidade de subvenção da empresa. Para a empresa sobreviver, era necessário ampliar as operações para rotas mais rentáveis. Em 1934 a VASP apresentou a proposta de ligação entre São Paulo e o Rio de Janeiro. Até então essa ligação era feita entre Rio e Santos por hidroaviões da Condor e complementada a São Paulo via ônibus através da Rodovia Caminho do Mar. A VASP chegou a realizar um voo experimental entre São Paulo (Campo de Marte) e o Rio de Janeiro (Campo dos Afonsos) em 16 de novembro de 1933. Apesar do sucesso do voo, as autoridades federais não demonstraram interesse inicial no estabelecimento dessa rota. Para realizar a ligação aérea São Paulo-Rio, a VASP precisava investir 2 mil contos de réis para adquirir três aeronaves de dez lugares, implantar campos de pouso de emergência ao longo da rota, construir estações rádio-telegráficas nos campos de pouso no Rio de Janeiro e no Campo de Marte. A empresa mal havia assimilado o investimento na nova aeronave e não tinha recursos para investir nessa rota inédita. Para piorar as condições, em 1935 surgiu a empresa Aerolloyd Iguassu realizando (de forma precária) a ligação entre São Paulo e Curitiba enquanto a Condor ampliava suas ligações e se preparava para realizar a rota entre São Paulo e o Mato Grosso (rota almejada inicialmente pela VASP). 
Com o risco de fechamento cada vez maior, a VASP apelou novamente para as autoridades paulistas em busca de subvenção. Diferente das demais empresas, fundeadas em capitais estrangeiros, a VASP era constituída de capital nacional e foi aberta sem nenhuma subvenção. Corriam boatos sobre as más condições financeiras da empresa  quando seus diretores apresentaram uma proposta ao governo do estado de São Paulo para que este subvencionasse a empresa. O governador Armando de Sales Oliveira estudou o assunto e, ao invés de subvenção, optou pela aquisição da maior parte das ações da VASP, transformada em sociedade de economia mista. Em 10 de março de 1935 o governo do estado de São Paulo adquiriu a maior parte das ações da empresa, estatizando-a. Ao mesmo tempo, foi assinado um convênio entre o governo de São Paulo e a VASP para a prestação de serviços de transporte aéreo, com a empresa sendo vinculada a Secretaria de Viação do estado. 
Em julho de 1935 o governo do estado de São Paulo anunciou que estudava uma subvenção de 500 contos de réis para a VASP realizar a rota São Paulo-Rio de Janeiro. A subvenção foi aprovada pelo governador Armando de Sales Oliveira em outubro de 1935 e a VASP tinha o prazo de abril de 1937 para implantar a ligação aérea São Paulo-Rio de Janeiro.
As condições precárias da infraestrutura aeroportuária dificultavam a operação. Nos primeiros meses de atividades, a VASP teve suas operações suspensas devido a fortes chuvas que inundaram o Campo de Marte, sendo retomadas em 16 de abril de 1934. Tais dificuldades foram decisivas para a empresa participar do desenvolvimento de aeroportos e campos de pouso no interior paulista. A empresa transferiu suas operações para o recém inaugurado Aeroporto de Congonhas, conhecido como "Campo da VASP".

### Estatização

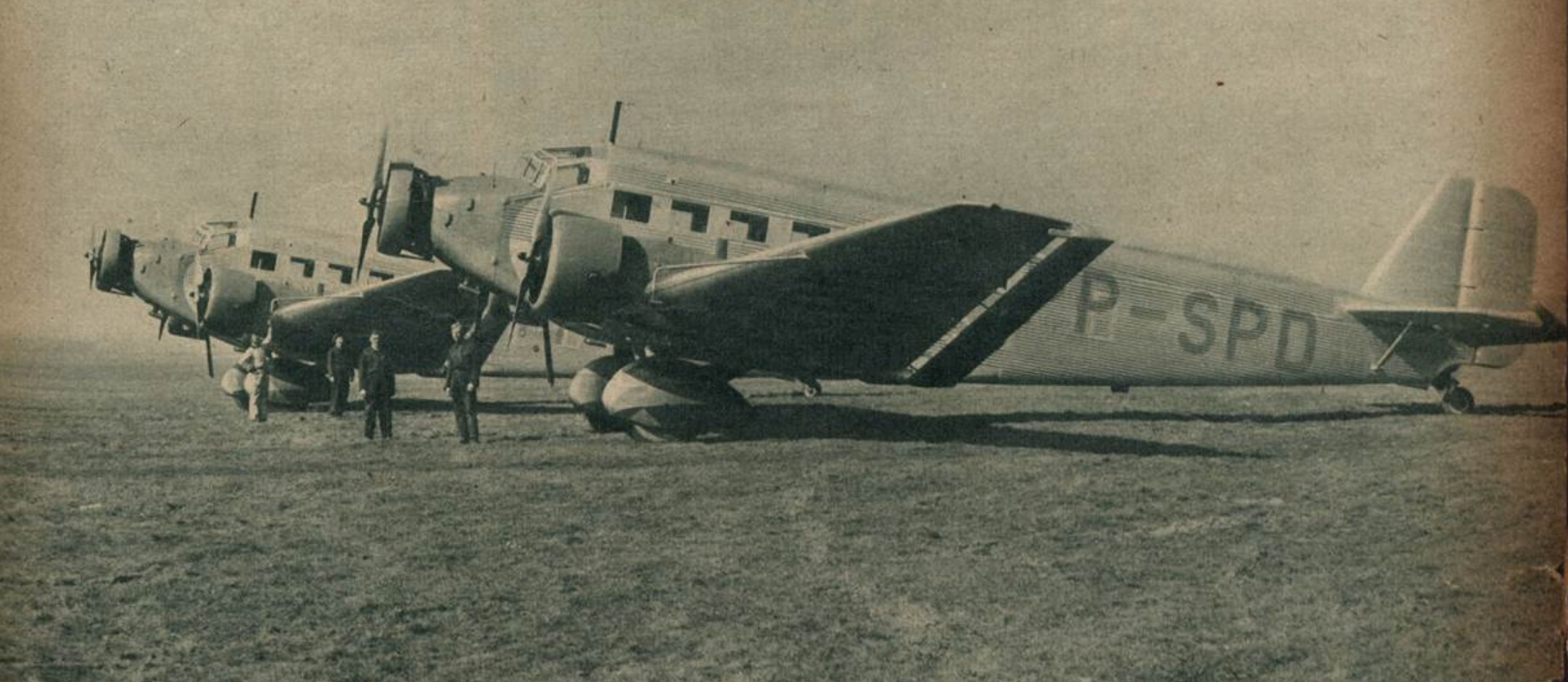

A VASP foi estatizada em 10 de março de 1935 quando o governador Sales Oliveira adquiriu 91% das ações da empresa e elevou o capital da empresa para 1mil contos de réis. O então presidente da empresa, Heribaldo Siciliano, foi inicialmente mantido no cargo enquanto o principal objetivo do governo do estado foi reequipar a VASP para realizar a rota São Paulo-Rio de Janeiro. Com a subvenção de 500 contos de réis proporcionada pelo governo do estado, a VASP estudou a aquisição de três novas aeronaves. A escolha recaiu sobre o Junkers JU-52/3. Produzido na Alemanha nazista, o trimotor Junkers era uma aeronave consolidada naquele momento no mercado, sendo operado inclusive no Brasil pelo Syndicato Condor desde 1934.
Foram adquiridos três JU-52/3: PP-SPD (batizado Cidade de São Paulo), PP-SPE (Cidade do Rio de Janeiro) e PP-SPF (Cidade de Santos). Com as novas aeronaves, a VASP estabeleceu a primeira linha comercial entre São Paulo e Rio de Janeiro.
Tragicamente, a aeronave de matriculado PP-SPF sofreu o primeiro grave acidente da empresa: em 8 de novembro de 1940 chocou-se, após a decolagem do aeroporto Santos Dumont, com um Havilland 90 Dragonfly argentino.
Em 1939 a VASP comprou a Aerolloyd Iguassu, pequena empresa de propriedade da Chá Matte Leão, que operava na região sul do país.

#### Aquisição e venda da Aerovias Brasil

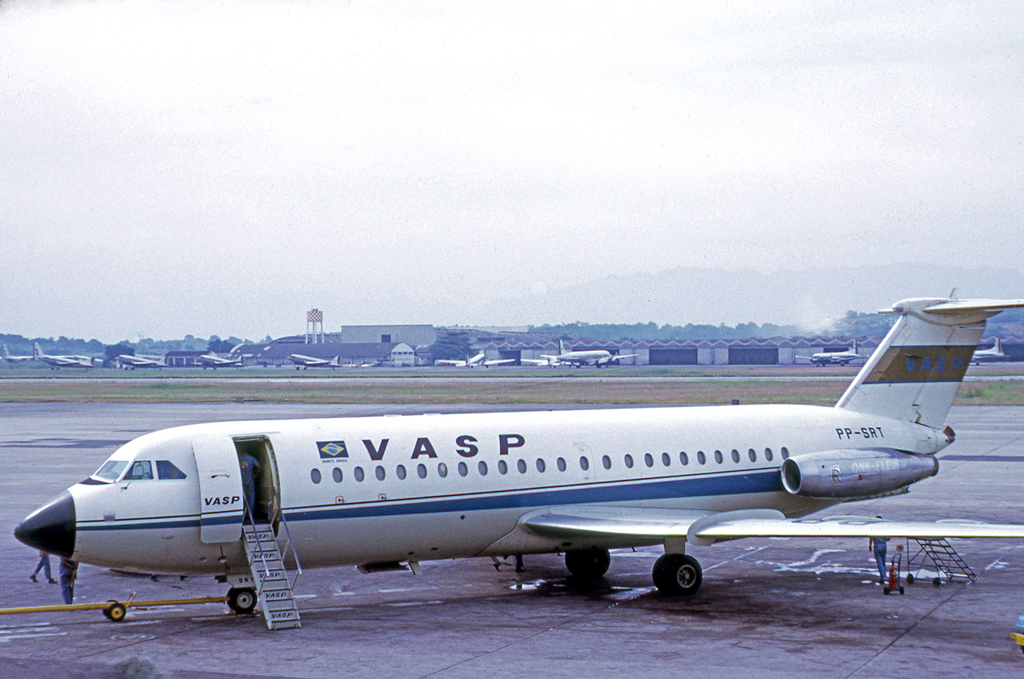
BAC 1-11 da VASP em 1972.

Marca lançada em 1985, e com mudanças feitas a partir de 1999, seria a imagem final da VASP.

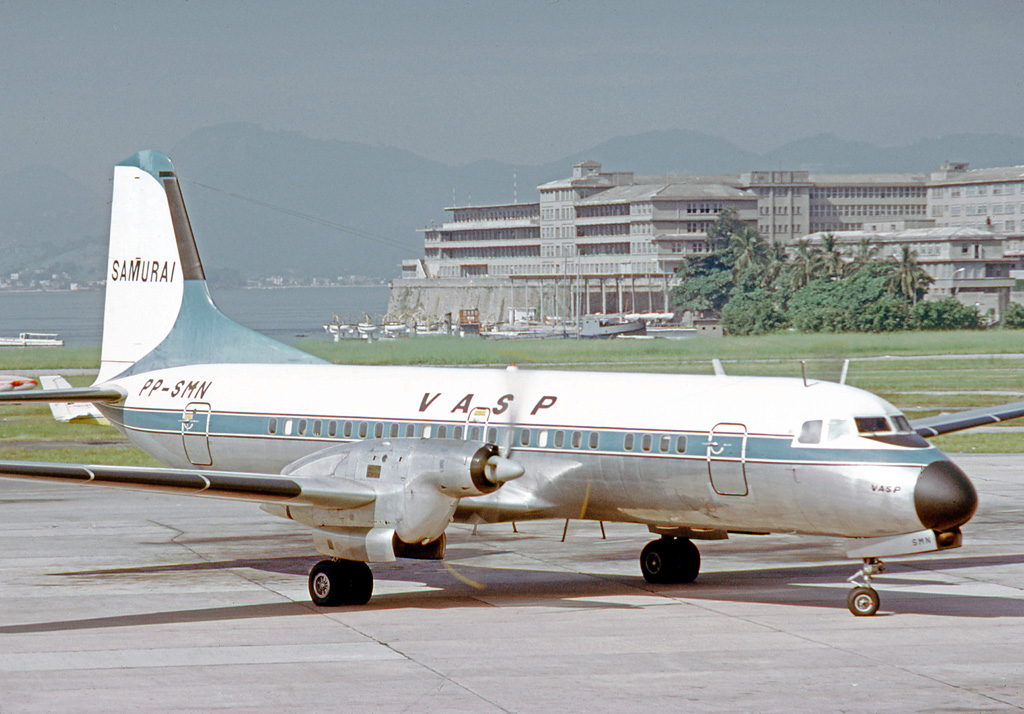
NAMC YS-11 da VASP adquirido em 1969.

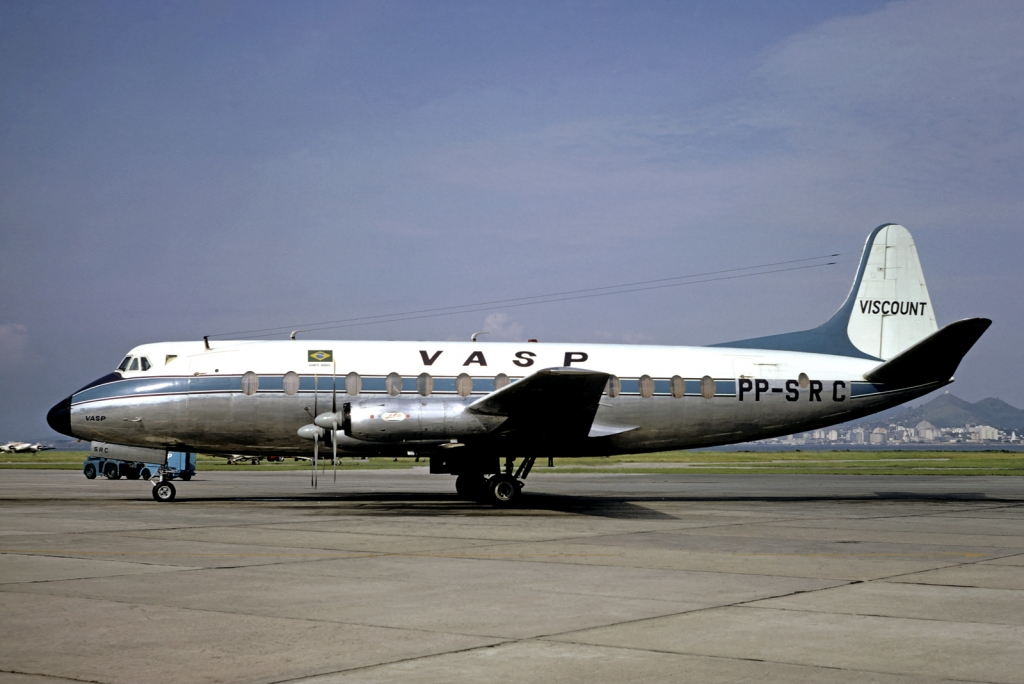
Vickers Viscount da VASP.

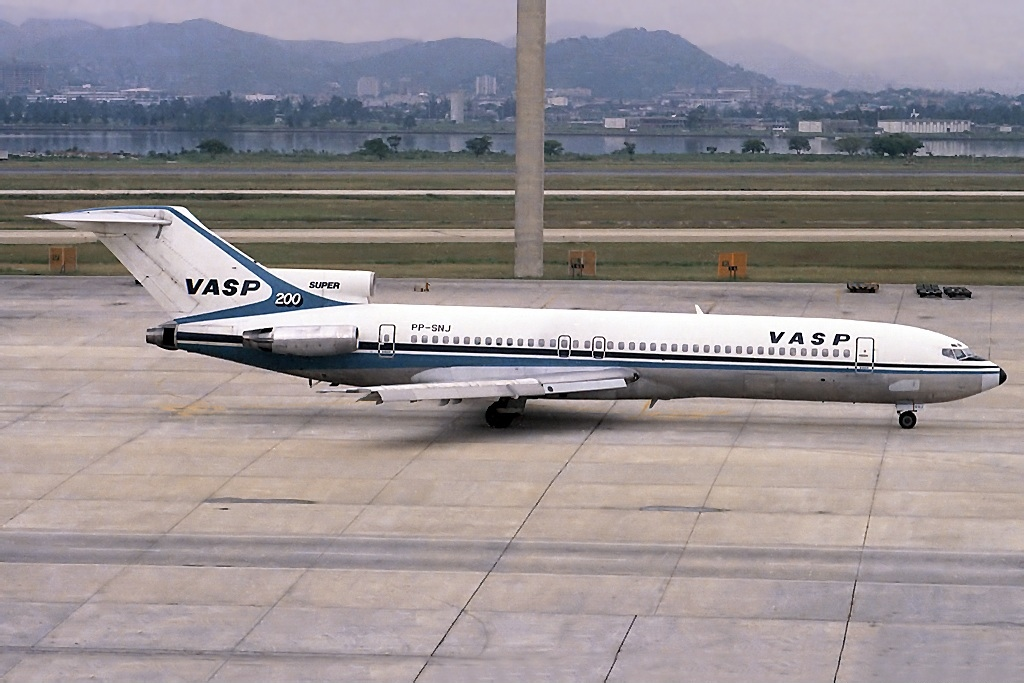
Boeing 727-200 da VASP.

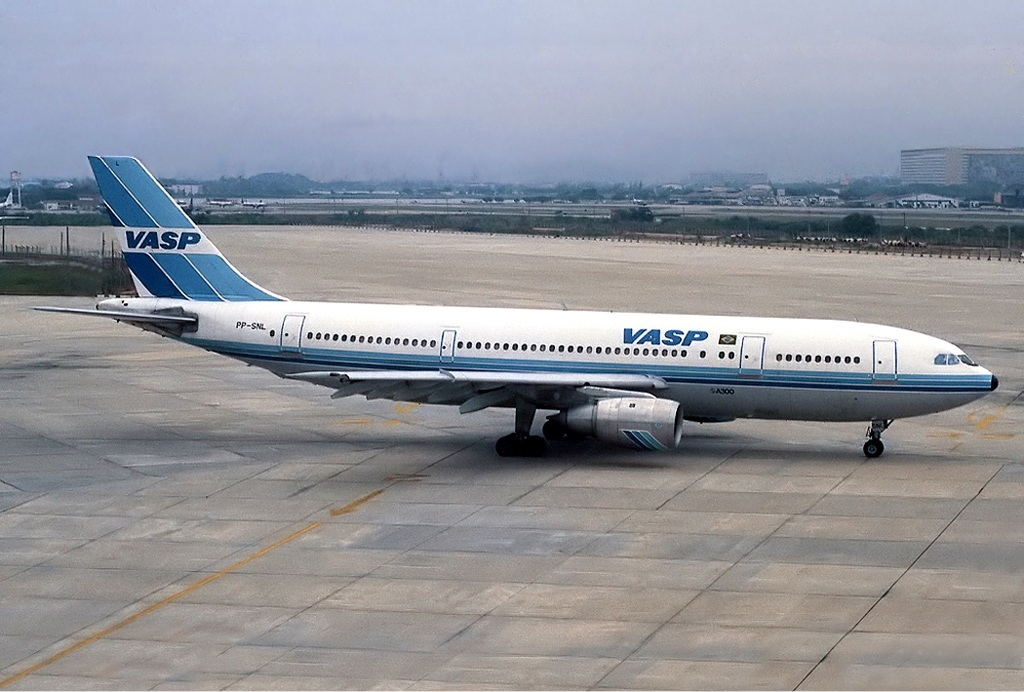
Airbus A300B2-200 da VASP no Aeroporto Internacional do Rio de Janeiro-Galeão em 1984.

Aberta em 1942 e primeira companhia de capital nacional a voar regularmente para os Estados Unidos, a Aerovias Brasil estava em profunda crise financeira em 1948. Em 1949 a VASP adquiriu o controle acionário da empresa, terceira maior do país naquele momento. Quatro meses depois da aquisição, o presidente da VASP, Olavo Fontoura, anunciou a desistência do negócio e a venda da Aerovias Brasil para um grupo privado. Mais tarde foi descoberto que o grupo privado que havia comprado a empresa era formado pelo próprio Olavo Fontoura e pelo governador Ademar de Barros. Em 1952 Fontoura vendeu sua parte para Ademar. Dois anos depois, Ademar vendeu a Aerovias para a Real Transportes Aéreos.

#### Pós-Guerra
Com o final da Segunda Guerra em 1945, o governo dos Estados Unidos se viu diante de um problema logístico. Para atender as necessidades de transporte de tropas e cargas por via aérea, o governo dos Estados Unidos financiou a construção de mais de dez mil aeronaves Douglas C-47 (versão militar do DC-3). Com o fim do conflito, essas aeronaves se tornaram desnecessárias e a solução encontrada foi a desmilitarização e venda das aeronaves para o mercado civil. Por meio da Embaixada dos Estados Unidos no Brasil, o governo americano chegou a oferecer quatorze aeronaves DC-3/C-47 para a VASP em 1945. Apesar de o custo ser extremamente baixo (as aeronaves estavam na Base Aérea de Natal) e da empresa dispor dos recursos necessários para a aquisição, por motivos políticos, a diretoria da VASP acabou adquirindo inicialmente duas aeronaves. Posteriormente a mesma VASP teve de desembolsar mais para adquirir novos DC-3/C-47, evidenciando o erro da não aquisição das aeronaves anteriormente. Em outubro de 1947 o último JU-52/3 da VASP é aposentado, com a empresa substituindo a aeronave pelos novos DC-3/C-47.
Em 1949, um avião da VASP pousou no Aeroporto de Catanduva, inaugurando assim a sua linha de voos diretos para São Paulo, Santos e Rio de Janeiro, feitos no mesmo avião. O possante “Douglas”, em seu voo inaugural, levou àquela cidade para presidir o ato de abertura o governador Adhemar de Barros, vários assessores, imprensa, além de Aderbal Ramos, governador de Santa Catarina, que se encontrava em São Paulo e foi convidado para acompanhar a comitiva. Em aqui chegando todos se dirigiram à Associação Comercial, Industrial e Agrícola, onde foi feita a recepção, tendo feito uso da palavra o Dr. Ítalo Záccaro, que saudou o Governador, focalizando a importância do acontecimento que ele viera presidir. Depois falou o governador de Santa Catarina, que manifestou seu entusiasmo pela capacidade de trabalho do povo paulista, e finalmente o governador Adhemar de Barros falou da importância que tinha essa região no contexto estadual, daí a inauguração da nova linha da VASP, pioneira da aviação comercial no país.

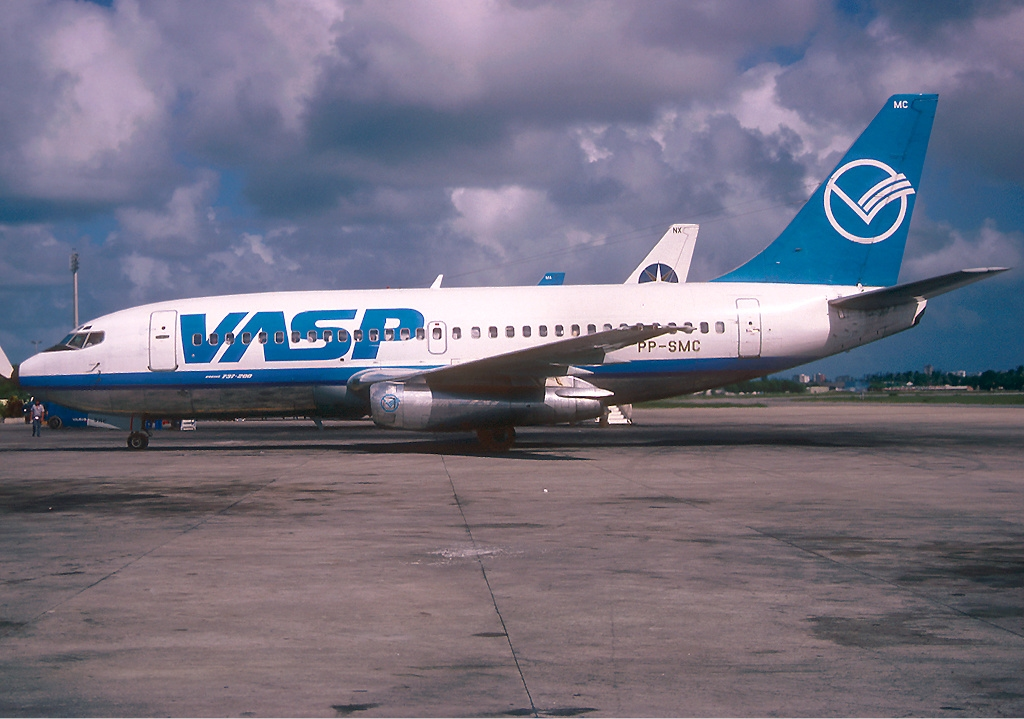
Boeing 737-2A1 da VASP no Aeroporto Internacional de Salvador em 1988.

A VASP funcionou na cidade de Catanduva cerca de três anos, seu escritório era na Rua Pernambuco, 153 e seu agente era o Sr. Moacyr Lichti.
Em 1962 foi a vez do Lloyd Aéreo ser comprado, ampliando ainda mais sua participação a nível nacional.
Após a Segunda Guerra, modernizou a frota com a introdução dos Douglas DC-3 e Saab 90 Scandia. Em 1955 encomendou o Viscount 800, primeiro equipamento turboélice no Brasil e depois trouxe os NAMC YS-11 Samurai. Em janeiro de 1968, entrou na era do jato puro com a entrega de dois BAC One Eleven 400. Em 1969, trouxe ao Brasil os primeiros Boeing 737-200, em 1982 chegaram os Airbus A300B2 e em 1986 o primeiro 737-300 de nosso país.

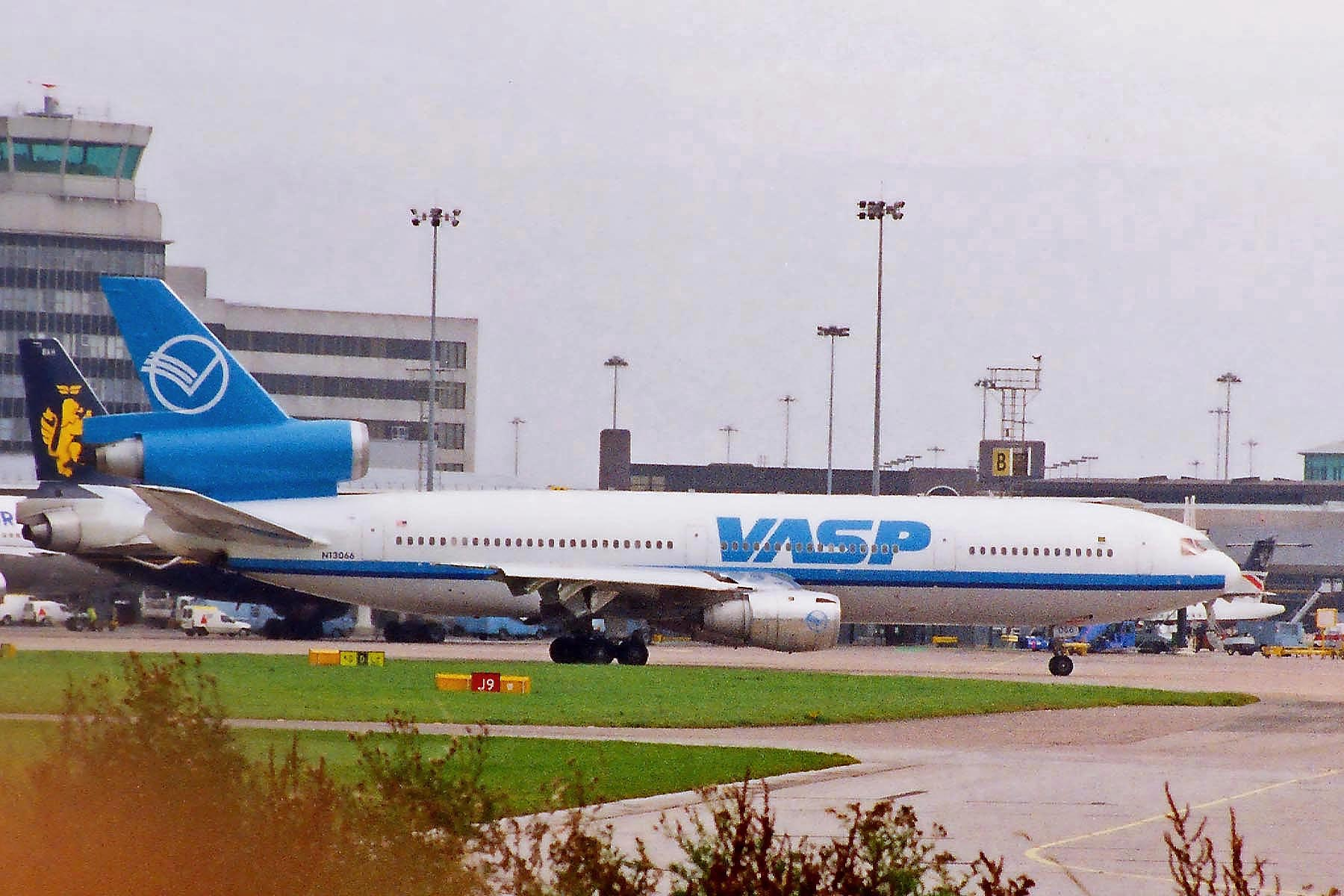
McDonnell Douglas DC-10 da VASP.

### Privatização
No início da década de 1990, a VASP foi privatizada no governo de Orestes Quércia. Em 4 de setembro de 1990, o empresário Wagner Canhedo adquiriu 60% das ações da Vasp, em leilão no qual pagou o lance mínimo, US$ 43,7 milhões (Cr$ 3,3 bilhões, à época). Posteriormente, foram apontadas irregularidades no processo de privatização que levam à abertura de uma CPI pela Câmara dos Deputados.
Seu novo presidente, Wagner Canhedo, iniciou uma agressiva expansão internacional: Ásia (Osaka no Japão e Seul na Coréia do Sul), Canadá (Toronto), Caribe (Aruba), Estados Unidos (Nova York, Los Angeles, São Francisco, Miami, e Orlando voos charters), Europa (Madri e Barcelona na Espanha, Frankfurt na Alemanha, Zurique na Suíça, Bruxelas na Bélgica, Atenas na Grécia) e até mesmo o Marrocos (Casablanca), entraram no mapa da empresa. Aumentou a frota, trazendo entre outros três DC-10-30 e depois nove MD-11. Criou o VASP Air System, após adquirir o controle acionário do Lloyd Aéreo Boliviano, Ecuatoriana de Aviación e da argentina Transportes Aéreos Neuquén.
A empresa não conseguiu sustentar o crescimento. Deixou de pagar obrigações, salários, leasings e até taxas de navegação. Canibalizou os MD-11 a céu aberto em Guarulhos e foi cancelando as rotas internacionais. A frota foi reduzida, restando os antigos 737-200 e os cansados A300 para servir uma rede doméstica menor do que a empresa operava em 1990. O VASP Air System foi desfeito.

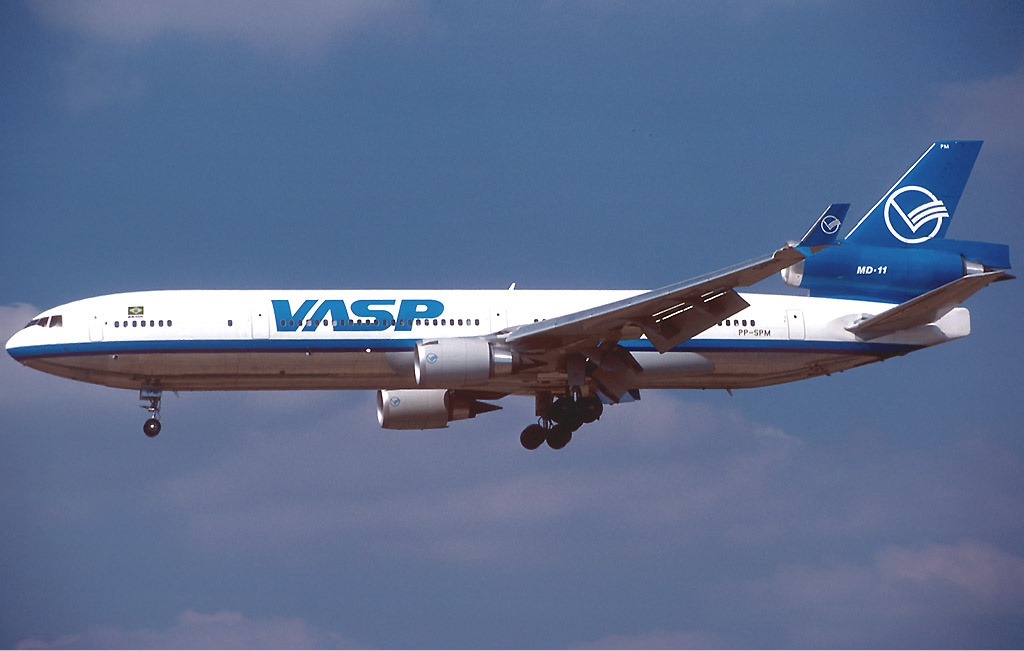
McDonnell Douglas MD-11 da VASP nas proximidades do Aeroporto de Bruxelas em 1996.

Em setembro de 2004, o Departamento de Aviação Civil (DAC) suspendeu as operações de oito aeronaves da VASP. Por medida de segurança, os aviões 737-200 de prefixos PP-SMA, PP-SMB, PP-SMC, PP-SMP, PP-SMQ, PP-SMR, PP-SMS e PP-SMT foram proibidos de voar até cumprirem as exigências técnicas de revisões e modificações obrigatórias - as ADs (Airworthiness Directives) - estabelecidas pelo fabricante. Sem dinheiro para fazer os trabalhos, a VASP decidiu encostar os jatos que, em seguida, começaram a ser canibalizados para oferecer peças aos outros 737 ainda em operação.
Com uma imagem arranhada e uma frota obsoleta, a empresa foi perdendo terreno, sobretudo após a entrada da Gol no mercado. A VASP operou em novembro de 2004 apenas 18% dos voos programados. Em setembro de 2004, quando enfrentou a primeira paralisação de funcionários e começou a ter problemas para abastecer suas aeronaves, a fatia de mercado da companhia aérea era de apenas 8% e dois meses depois, de 1,39%. A ocupação também estava aquém do desejado: as únicas 3 aeronaves da VASP que voaram no mês saíram com 47% dos assentos vendidos.
A VASP parou de voar no final de janeiro de 2005, quando o DAC cassou sua autorização de operação. Suas aeronaves hoje estão paradas por aeroportos de todo o país, testemunhas de uma triste página da história da aviação comercial brasileira.

### Recuperação judicial e falência

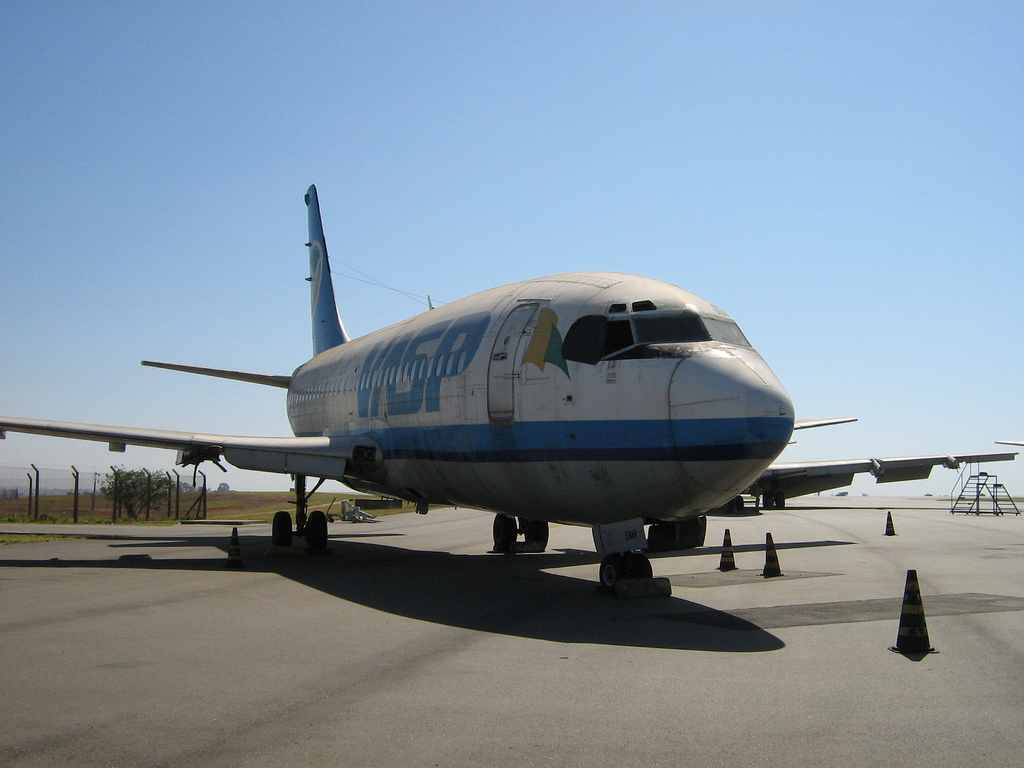
Boeing 737-200 da VASP abandonado no Aeroporto Internacional de Viracopos/Campinas em 2007.

A empresa esteve em processo de recuperação judicial entre 1 de julho de 2005 e 4 de setembro de 2008, para que tivesse alguma possibilidade de retornar suas operações.
A VASP realizou em 26 de julho de 2006 uma Assembleia de Credores, quando foi aprovado o plano de recuperação da empresa, com previsão de retomar as atividades com cargas e passageiros dentro de um prazo de 8 a 10 meses, com 12 novas aeronaves, adquiridas por meio de leasing. O juiz homologou no dia 24 de agosto de 2006 o seu plano de recuperação judicial, reafirmando a empresa retomar suas atividades dentro de um período de 8 a 10 meses. Mas isto não aconteceu até hoje.
Uma nova Assembleia de Credores foi realizada em 17 de julho de 2008, para que os credores pudessem opinar pela manutenção ou não da empresa em recuperação judicial. O resultado foi a sugestão pela decretação da falência da companhia.
Em 4 de setembro de 2008, sentença proferida pelo juiz da 1ª Vara de Falências e Recuperações Judiciais de São Paulo, onde tramitava a Recuperação Judicial, decretou a falência da companhia, com dívidas estimadas em 5 bilhões de reais.
Durante o período de recuperação judicial, a VASP sobreviveu fazendo manutenção de aeronaves para outras companhias aéreas, como a VarigLog e a BRA, bem como da locação de alguns imóveis não operacionais espalhados pelo Brasil. No entanto, uma Reintegração de Posse obtida pela INFRAERO, em agosto de 2008, que determinou a devolução de diversas áreas em vários aeroportos brasileiros até então operadas pela VASP, que incluíam as oficinas e hangares, inviabilizou a atividade de manutenção até então efetuada.
Em agosto de 2011, quatro aviões que permaneciam em Congonhas foram desmontados para serem  vendidos como sucata.
Em novembro de 2012, o Superior Tribunal de Justiça (STJ) suspendeu a decisão da justiça paulista que decretou a falência da empresa em 2008. Segundo o ministro Massami Uyeda, a suspensão se deve ao fato de interesses individuais de alguns credores terem impedido que o plano de recuperação judicial da empresa fosse executado. Os ministros da 3ª Turma do STJ concluíram que a recuperação judicial não era mais possível e a empresa novamente foi declarada falida em 6 de junho de 2013.

## VASPEX

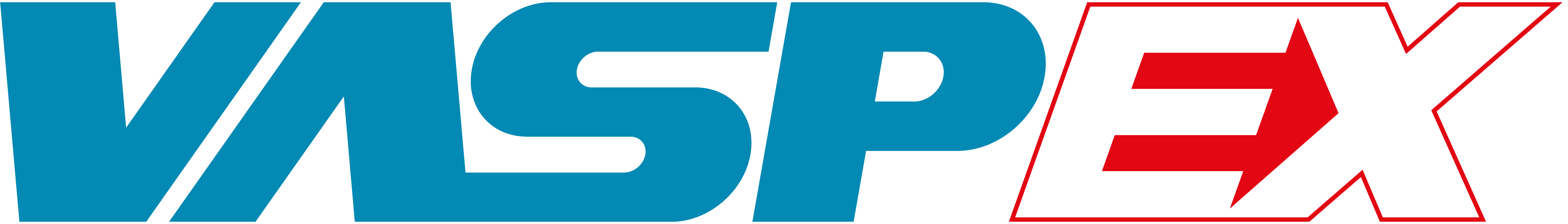
Logo da VASPEX

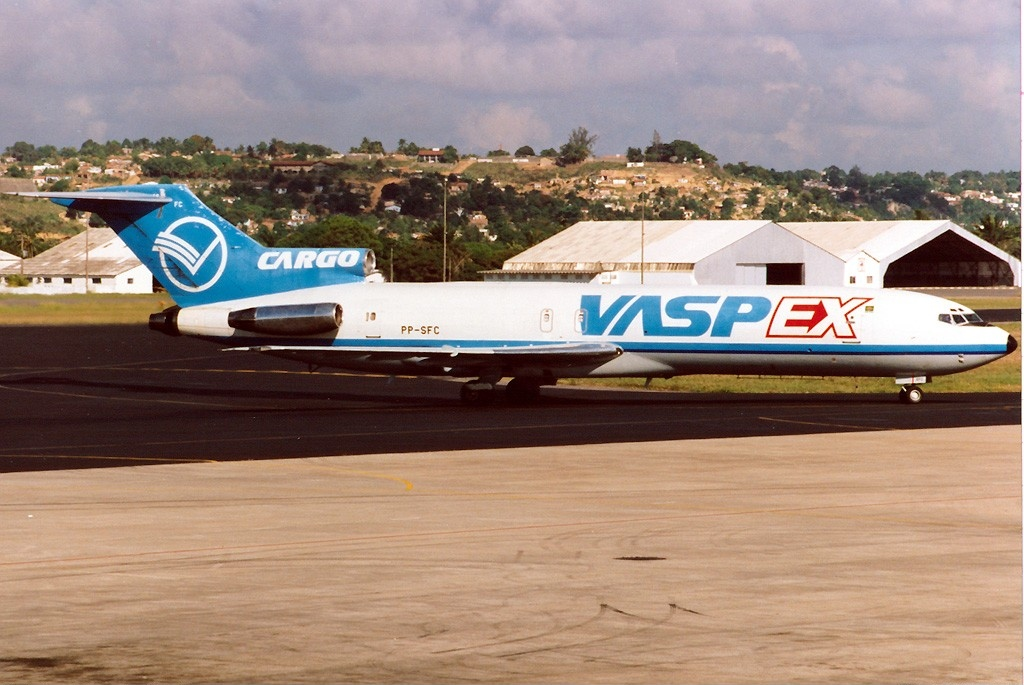
Boeing 727-264 da VASPEX no Aeroporto Internacional do Recife-Guararapes em 1998.

A VASPEX foi a subsidiária da empresa para serviços de carga aérea, de despacho imediato de correspondências, documentos e objetos. Criada em 1997 para concorrer com o SEDEX dos correios, entrou em recuperação judicial e acabou falindo junto à VASP em 4 de setembro de 2008. Operava aviões Boeing 727 e 737-200 para quase todo o Brasil. Foi criada para operar junto com a VASP entregando encomendas do tipo (porta-a-porta).

## Frota

### Frota VASP
A frota de jatos que operaram na VASP é composta pelo quadro abaixo: 
| Aeronave                | Total | Passageiros (Primeira Classe/Executiva/Econômica) | Rotas                                                        | Tempo de Operação |
| ----------------------- | ----- | ------------------------------------------------- | ------------------------------------------------------------ | ----------------- |
| Airbus A300B2-200       | 3     | 240 (26/0/214)                                    | Rotas Médias e Internacionais                                | 1982-2005         |
| Boeing 727-200          | 8     | 152 (0/0/152)                                     | Rotas Médias e Longas                                        | 1986-1987         |
| Boeing 737-200          | 40    | 109 (0/0/109)                                     | Rotas curtas, Médias, Internacionais (EZE, AUA)              | 1969-2005         |
| Boeing 737-300          | 26    | 132 (0/0/132)                                     | Rotas curtas, Médias, Ponte Aérea (Rio de Janeiro-São Paulo) | 1986-2005         |
| Boeing 737-400          | 3     | 132 (0/0/132)                                     | Rotas Curtas e Médias                                        | 1991-1992         |
| McDonnell Douglas DC-10 | 3     | 242 (0/38/204)                                    | Rotas Internacionais                                         | 1997-1998         |
| McDonnell Douglas MD-11 | 9     | 329 (10/24/295) 327 (0/37/290)                    | Rotas Internacionais                                         | 1992-2000         |
| Bac One Eleven          | 2     |                                                   | Rotas curtas e Médias                                        | 1968-1973         |
| Total de aeronaves      | 94    |                                                   |                                                              |                   |

### Frota VASPEX
| Aeronave                    | Quantidade | Período de uso                                                    |
| --------------------------- | ---------- | ----------------------------------------------------------------- |
| Boeing 707-300F             | 3          | 1994 - 1995 (alugados temporariamente e operados por curto tempo) |
| Boeing 727-200F             | 12         | 1996 - 2005                                                       |
| Boeing 737-200F             | 8          | 1993 - 2005                                                       |
| Douglas DC-8-73F            | 5          | 1990 - 1993 (alugados)                                            |
| McDonnell Douglas DC-10-30F | 4          | 1997                                                              |

Ao final da operação a frota final de 3 Airbus A300B2, 4 Boeing 737-300 e 21 Boeing 737-200 ficaram abandonadas em diversos aeroportos brasileiros, principalmente Congonhas, Guarulhos, Salvador e Brasília, penhoradas em diversos processos de execuções fiscais, a grande maioria da frota abandonada já foi desmanchada e sucateada. A partir de 2012 alguns aviões foram desmanchados ou leiloados.

## Destinos

### Destinos Domésticos
A VASP abrangia todas as regiões do país, sendo seus destinos (em ordem alfabética):
- Aracaju
- Belém
- Belo Horizonte
- Brasília
- Campinas
- Campo Grande
- Corumbá
- Cuiabá
- Curitiba
- Florianópolis
- Fortaleza
- Foz do Iguaçu
- Goiânia
- Ilhéus
- João Pessoa
- Londrina
- Macapá
- Maceió
- Manaus
- Natal
- Porto Alegre
- Porto Seguro
- Porto Velho
- Recife
- Ribeirão Preto
- Rio Branco
- Rio de Janeiro
- Salvador
- São José do Rio Preto
- São Luis
- São Paulo
- Teresina
- Vitória

### Destinos Internacionais
Em 1991, com a chegada de seus McDonnell Douglas DC-10 e MD-11, a VASP inaugurou seus voos de longo alcance, que foram Los Angeles e São Francisco, operada pelos DC-10. E logo a empresa aérea expandiu suas operações para outros continentes. Porém em 1999, a crise na VASP estava se agravando e a companhia cancelou todos os seus destinos internacionais, com exceção de Buenos Aires. Abaixo a lista dos destinos internacionais que a VASP chegou a operar (em ordem alfabética):
- Aruba
- Atenas
- Barcelona
- Bruxelas
- Buenos Aires
- Casablanca
- Cochabamba
- Frankfurt
- Guayaquil
- Los Angeles
- Madrid
- Miami
- Nova Iorque
- Osaka
- Quito
- Santa Cruz de la Sierra
- São Francisco
- Seul
- Toronto
- Zurique

## Acidentes e Incidentes
- 8 de novembro de 1939: um Junkers Ju 52 matriculado PP-SPF, sofreu o primeiro grande acidente de nossa aviação comercial: chocou-se após a decolagem do Aeroporto Santos Dumont, com um de Havilland 90 Dragonfly argentino.
- 27 de agosto de 1943: Um Junkers Ju 52 registro PP-SPD, voando a partir do Aeroporto Santos Dumont (Rio de Janeiro) para o Aeroporto de Congonhas (São Paulo) atingiu um edifício do Escola Naval localizado perto do aeroporto logo após a descolagem, sob neblina. O avião partiu em dois e uma parte caiu na água. Dos 21 passageiros e tripulantes, três sobreviveram. Dentre as vítimas estava Cásper Líbero, que estava de regresso a capital Paulista.
- 13 de dezembro de 1950: Um DC-3 prefixo PP-SPT da empresa saiu da pista durante a decolagem no Aeroporto de Londrina-PR, atingiu uma casa de comércio que ficava nas imediações e pegou fogo, matando três pessoas no solo.[44]
- 30 de dezembro de 1958: Um Saab 90 Scandia matrícula PP-SQE, voando a partir de Aeroporto Santos Dumont para o Aeroporto de Congonhas (São Paulo), durante a subida após a descolagem, tinha uma falha no motor 1. O piloto iniciou procedimentos para retornar ao aeroporto, mas durante o segundo turno da aeronave parou e bateu em Baía de Guanabara. Dos 37 passageiros e tripulantes a bordo, 21 morreram.
- 22 de dezembro de 1959: Um Vickers Viscount registro PP-SRG foi envolvido em uma colisão no ar com uma aeronave de treinamento Fokker T-21 (serial FAB 0742) da Força Aérea Brasileira, logo após a descolagem a partir do Rio de Janeiro. Todas as 32 pessoas a bordo do Viscount foram mortas, assim como mais dez no chão. O piloto do T-21, o Cadete-Aviador Eduardo da Silva Pereira, saltou de paraquedas.
- 26 de novembro de 1962: Um Saab 90 Scandia matrícula PP-SRA, em rota de Aeroporto de Congonhas (São Paulo) para o Aeroporto Santos Dumont (Rio de Janeiro) colidiu no ar sobre o município de Paraibuna, Estado de São Paulo com um avião privado Cessna 310 matrícula PT-BRQ rota a partir de Aeroporto Santos Dumont (Rio de Janeiro) para Aeroporto Campo de Marte (São Paulo). Ambos estavam voando na mesma via aérea AB-6 em direções opostas e não têm contato visual. A aeronave caiu, matando todos os 23 passageiros e tripulantes do Saab e quatro ocupantes do Cessna.
- 4 de setembro de 1964: Um Vickers Viscount registro PP-SRR colidiu com o Pico da Caledônia, Nova Friburgo. A aeronave foi 35 kilometres (22 mi) fora do curso na época. Todas as 39 pessoas a bordo morreram.
- 3 de março de 1965: Um Vickers Viscount registro PP-SRQ foi danificado quando a aeronave saiu da pista durante uma falha de motor simulada na decolagem no Aeroporto Internacional do Galeão (Rio de Janeiro).
- 31 de outubro de 1966: Um Vickers Viscount registo PP-SRM foi danificado além do reparo econômico, quando invadiu a pista Rio de Janeiro Aeroporto Santos Dumont
- 15 de setembro de 1968: Um Vickers Viscount registro PP-SRE caiu em São Paulo, enquanto um voo de treinamento da tripulação. Um dos dois tripulantes foi morto.
- 14 de setembro de 1969.  O Voo VASP 555, operado por um DC-3, registro PP-SPP, decolou do Aeroporto de Londrina às 18:33 naquela data após cumprir sua última escala da rota Campo Grande-Londrina-São Paulo. Após 50 minutos da decolagem o motor esquerdo começou a apresentar problemas e os pilotos resolveram cortá-lo e retornar ao aeroporto. Já era noite e após uma primeira tentativa de pouso frustrada os pilotos tentaram arremeter o avião, porém a aeronave não obteve velocidade suficiente, o nariz inclinou para baixo e por fim caiu a cerca de 1.100 metros da pista, em meio a uma plantação de café. A aeronave pegou fogo imediatamente matando todos os 6 tripulantes e 14 passageiros do voo.[45]
- 14 de maio de 1970. O voo VASP 290, operado por um 737-200 de prefixo PP-SMC, cumpria a rota São Paulo-Rio-Brasília-Manaus quando foi sequestrado logo após cumprir a escala em Brasília. Às 14h15min, pouco antes de chegar ao destino final, o comandante José Guilherme Saez e o co-piloto Nelson Hagel foram rendidos por Clovis Michels que estava armado com uma pistola e frascos supostamente contendo nitroglicerina. A ordem do sequestrador era alterar a rota para a cidade de Havana em Cuba. Todos os passageiros e dois tripulantes foram libertados sem ferimentos em Georgetown, na Guiana, após reabastecimento da aeronave antes de prosseguirem para Cuba. Esse foi o oitavo sequestro de uma aeronave de linha aérea brasileira para a ilha cubana até então, inclusive a mesma PP-SMC já tinha sido sequestrada para o mesmo destino no dia 25 de abril daquele ano por outros bandidos. O terrorista era filho de Lauro Michels, ex-prefeito de Diadema (SP).[46]
- 12 de abril de 1972: A Queda do Nihon YS-11 PP-SML foi um acidente aéreo ocorrido quando um Nihon YS-11 registro PP-SML (fabricação japonesa) colidiu na Serra Maria Comprida, no bairro de Araras em Petrópolis, Rio de Janeiro. Era um voo entre SP-RJ, noite clara, bom tempo e tripulação experiente. Até hoje não tem uma explicação para o acidente. Os pilotos faziam aquele trajeto há muito tempo e não relataram nenhuma anomalia a torre do Aeroporto Santos Dumont. Com a explosão, as 25 pessoas a bordo morreram. Versões como tumulto a bordo ou falha de equipamentos de navegação nunca serão confirmadas.
- 15 de maio de 1973: Um Vickers Viscount PP-SRD foi danificado  quando se afastou da pista ao pousar no Aeroporto Internacional de Salvador (Salvador) com o trem de pouso recolhido.
- 23 de outubro de 1973 NAMC YS-11 Samurai matrícula PP-SMJ, voando a partir do Aeroporto Santos Dumont (Rio de Janeiro) para o Aeroporto Internacional da Pampulha (Belo Horizonte), durante uma decolagem abortada a longo prazo na pista e caiu na Baía de Guanabara. Dos 65 passageiros e tripulantes, oito passageiros morreram.
- 24 de maio de 1982: O Boeing 737-2A1 prefixo PP-SMY partiu-se ao meio durante pouso no Aeroporto Internacional de Brasília, no (Distrito Federal), matando 2 dos seus 118 ocupantes.
- 8 de junho de 1982: O voo VASP 168 foi um acidente aéreo ocorrido quando um Boeing 727-200 prefixo PP-SRK com destino a Fortaleza se chocou contra a Serra da Aratanha, próximo de Pacatuba, Ceará. Todos os 137 ocupantes do Boeing morreram na colisão, sendo esse o maior acidente aéreo da história da aviação brasileira até 2006. Este acidente foi superado pelo acidente com o Voo Gol 1907, ocorrido em setembro de 2006, que matou todos os 154 ocupantes e pelo acidente com o Voo TAM 3054 que também matou todos os seus 187 ocupantes e mais 12 vítimas em terra (199 ao todo), em julho de 2007. Tudo começou na aproximação final, quando a aeronave estava a 50 km da capital cearense. Houve uma perda de altitude que foi considerada excessiva pelos computadores do avião. Nesse momento, o Boeing da VASP sobrevoava a região de Pacatuba. Seis alarmes soaram na cabine, mas o piloto os ignorou. O co-piloto achou estranho, disse que via morros logo a frente. Logo em seguida, às 02h45, o Boeing se chocou contra a Serra da Aratanha sem deixar sobreviventes.
- 28 de Janeiro de 1986: O voo VASP 210 operado por um Boeing 737-200 de prefixo PP-SME bateu em um barranco na pista de Taxi do Aeroporto Internacional de São Paulo em Guarulhos-SP. O acidente ocorreu as 7:32 da manhã quando o voo seguia para o Aeroporto de Confins. O piloto inadvertidamente sob nevoeiro intenso adentrou a pista de taxi pensando estar na pista de decolagem e se chocou com um barranco de cerca de 8 metros de altura. Na época, a taxiway estava em processo de extensão. Houve uma vítima fatal entre os 67 passageiros e 5 tripulantes, resultando na perda total da aeronave.[47]
- 29 de setembro de 1988: Voo VASP 375, operado por um Boeing 737-300 de prefixo PP-SNT, levando 105 pessoas, foi sequestrado pelo passageiro Raimundo Nonato Alves da Conceição, que tinha a intenção de jogar a aeronave contra o Palácio do Planalto. O voo, que havia decolado de Belo Horizonte com destino ao Rio de janeiro, foi sequestrado já no espaço aéreo fluminense e desviado para Brasília. O co-piloto, Salvador Evangelista, foi morto por um tiro disparado pelo sequestrador, que baleou outros dois tripulantes. O piloto Fernando Murilo de Lima e Silva tentou pousar na Base Aérea de Anápolis e no Aeroporto de Brasília. Após fazer duas manobras arriscadas, conseguiu pousar a aeronave em Goiânia. O sequestrador foi baleado pela Polícia Federal e morreu dias depois, vítima de anemia falciforme.
- 22 de junho de 1992: um voo cargo operado por um Boeing 737-200, registrado PP-SND, seguindo a rota Rio Branco-Cruzeiro do Sul no Estado do Acre, caiu na selva durante a aproximação para pouso no aeroporto de Cruzeiro do Sul. Os 2 tripulantes e 1 ocupantes morreram no acidente.[48]
- 16 de agosto de 2000: O voo VASP 280 operado por um Boeing 737-200, matrícula PP-SMG, decolou do Aeroporto de Foz do Iguaçu-PR com destino ao Aeroporto do Galeão no Rio de Janeiro-RJ com escala em Curitiba-PR.  Tão logo a aeronave se estabilizou 5 bandidos renderam a tripulação. O alvo dos bandidos era uma carga de 5 milhões de reais do Banco do Brasil no porão da aeronave. Os sequestradores mandaram o comandante alterar a rota para o Aeroporto de Porecatu-PR e a desligar o rádio e o transponder. Apesar da falta de estrutura a pista do aeroporto suportou bem o pouso da aeronave e na sequência os bandidos evadiram com toda a carga em camionetes que já estavam a espera. Após libertados o comandante optou por decolar a aeronave com destino ao Aeroporto de Londrina-PR, a 90 km de distância. Todos os 61 passageiros e 6 tripulantes a bordo saíram do episódio sem ferimentos.[49]
- 25 de janeiro de 2003: Um Boeing 737-200 da VASP de prefixo PP-SPJ com 93 pessoas a bordo fez um pouso forçado no aeroporto de Rio Branco, no Acre. Era por volta das 2h15min da madrugada em péssimas condições de tempo e quando aterrissou bateu numa árvore na cabeceira da pista, perdendo o trem de pouso principal e deslizando de barriga por cerca de 80 metros no gramado ao lado da pista. Não houve registro de feridos.[50]